# 最高裁判所裁判官
最高裁判所裁判官（さいこうさいばんしょさいばんかん）とは、最高裁判所の裁判官をいう。その長たる最高裁判所長官1名と最高裁判所判事14名からなる（裁判所法第5条第1項）。

## 任命
最高裁判所裁判官のうち、最高裁判所長官は内閣の指名に基づき天皇が任命する。最高裁判所判事の任命は内閣が行い、天皇が認証する。いわゆる認証官の一つである。最高裁判所裁判官の定員が長官を含めて15名とされているのは、1947年最高裁判所の発足時の内閣の国務大臣の定員が内閣総理大臣を含めて15名以内とされている規定にならったと考えられている。
最高裁判所裁判官は「識見が高く法律の素養がある40歳以上の者から任命される」と定められている（裁判所法第41条）。定年は70歳である（裁判所法第50条）。
最高裁判所裁判官は、任命後初めて行われる衆議院議員総選挙の際に最高裁判所裁判官国民審査（国民審査）に付される（日本国憲法第79条第2項及び4項・最高裁判所裁判官国民審査法）。
識見が高く法律の素養があると判断されれば法曹資格を持たない者からも登用できるが、少なくとも10名は10年以上の裁判官経験又は20年以上の法律専門家（検察官、弁護士、簡易裁判所裁判官、大学法学部の教授及び准教授）経験を持つ者から登用しなければならない（裁判所法第41条）。また、裁判官の欠格事由である「他の法律の定めるところにより一般の官吏に任命されることができない者」「禁錮以上の刑に処せられた者」「弾劾裁判所の罷免の裁判を受けた者」に該当する場合（裁判所法第46条）、国民審査で罷免されてから5年が経過していない場合（国民審査法第35条）は、最高裁判所裁判官に任命されることができない。
女性の裁判官は、1994年に任命された高橋久子が最初で、その後増減はあるが、2025年7月24日に沖野眞已が任命されたことにより過去最多の4人となった。女性の長官はまだ誕生していない。

## 出身分野

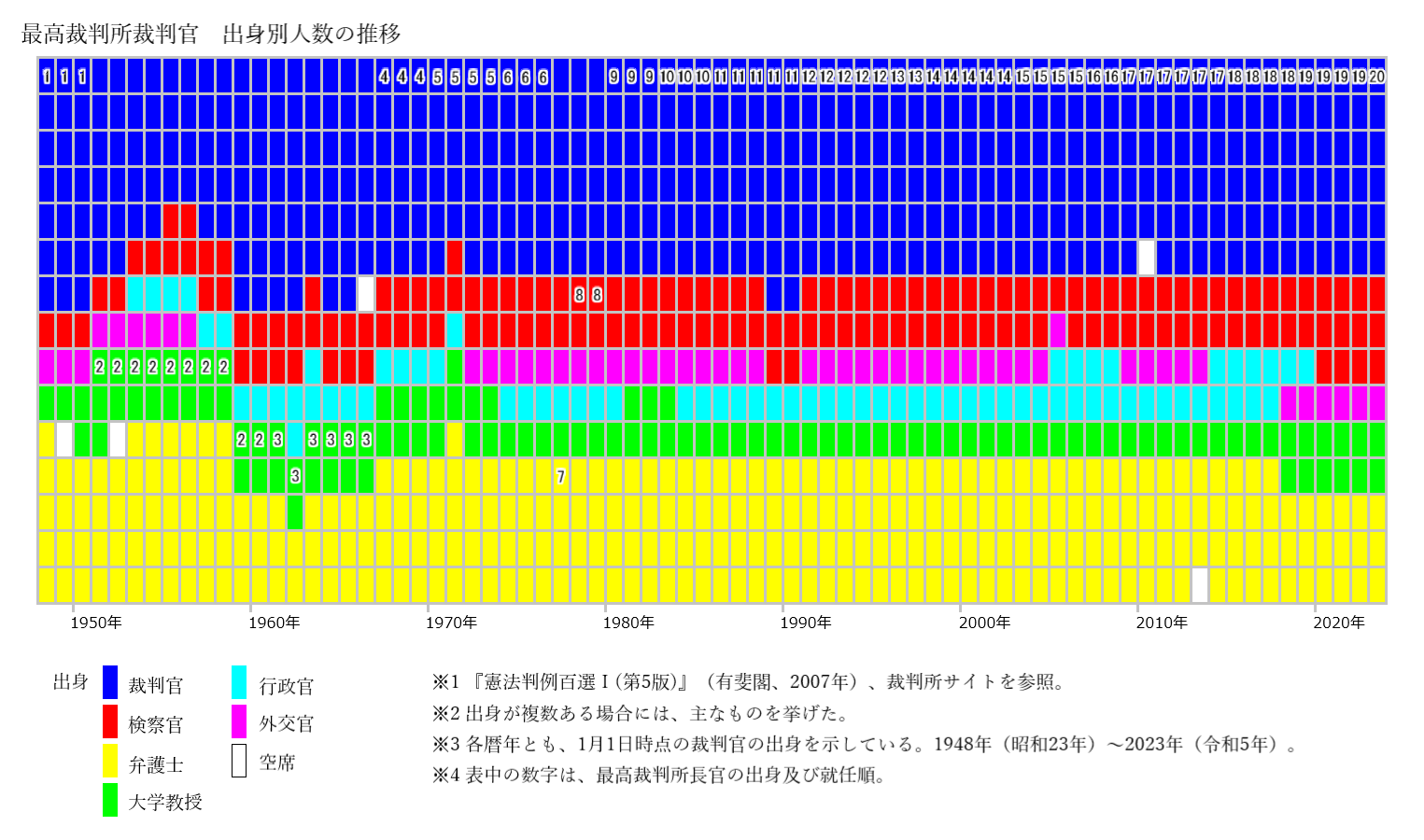
最高裁判所裁判官の出身別人数の推移

最高裁判所裁判官は、下級裁判所の判事を務めた裁判官だけでなく、検察官・弁護士・行政官・法学者からも任命される。これは最高裁判所が法律の運用や解釈に最終判断を下すために、多様な立場の法律専門家の見解を反映するためであると説明されている。
最高裁判所裁判官15人の出身分野別人数は、1970年代以降おおむね、裁判官出身6人、弁護士出身4人、検察官出身2人、行政官出身2人、法学者出身1人となっている。各小法廷の構成も、特定分野の出身者が集中しないよう配慮される。
裁判官が退官した（退官する予定がある）ときは、同じ出身分野から後任が選ばれるのが通例である。適任者がいない場合などには人数配分が一時的に変わることもある。
「候補者については、（ア）主として裁判官、弁護士、検察官の場合は、最高裁長官から複数候補者について提示を受け、（イ）行政、外交を含む学識経験者については、原則内閣官房で候補者を選考し、いずれの場合も内閣総理大臣の判断を仰いだうえで閣議決定する。」とされている。なお、候補者の選考は非公表とされる。なお、発足当初の1947年には裁判官任命諮問委員会による諮問によって30人に絞られた末に、最高裁裁判官15人の人事が決まったが、1948年に廃止されて現在に至っている。1948年に裁判官任命諮問委員会が廃止された後において、最高裁裁判官の人事について最高裁機構改革法案や最高裁裁判官任命諮問委員会設置法案が提出されたこともあるが、いずれも廃案になっている。
裁判官枠
東京高裁長官を筆頭に、他の地方の高裁長官などから就任する事例が多い。ただし、岩田誠、中村治朗、谷口正孝、千種秀夫のように高裁長官を経験しないで就任する例外も存在する。
裁判実務経験者よりも、最高裁判所事務総長等の司法行政を担当する職務にあった人（俗に司法官僚）から起用される割合が圧倒的である。
民事裁判や行政裁判が長かった裁判官と刑事裁判が長かった裁判官とでそれぞれバランスを取っている。
枠はかつては「5」であったが、1961年以降は「6」になっている。

弁護士枠
東京弁護士会、第一東京弁護士会、第二東京弁護士会から各1人ずつで計3人、大阪弁護士会から1人が就任する事例が多いとされていた。それ以外では兵庫県弁護士会（旧:神戸弁護士会）や愛知県弁護士会（旧:名古屋弁護士会）から就任した例がある。
日本弁護士連合会で設置された最高裁裁判官推薦諮問委員会で人選された上で推薦した者が就任することが慣例化しているが、大塚喜一郎や本山亨、山口厚のように例外も存在する。
人望が厚く、法制審議会委員等の政府の役職を務め、論文も多い人物が推薦される例が多い。弁護士枠の裁判官は司法修習所同期である裁判官枠の裁判官が最高裁入りした後に推薦することを考慮されていると言われているが、それが弁護士枠の裁判官の高齢任官の原因の一つと言われている。
近年では弁護士枠を第一東京弁護士会出身者が大半を占めるようになっており（2021年9月3日から2025年3月26日までは弁護士から任命された全員が同会出身であった）、大手弁護士事務所所属のビジネス系弁護士が登用される傾向が強まっていることが指摘されている。
枠はかつては「5」であったが、1961年以降は「4」になっている。
検察官枠
東京高検検事長、次長検事を筆頭に、他の地方の高検検事長が就任する事例が多い。これらの職を経験していても、公安調査庁長官経験者は避けられる傾向がある。
最高裁判所に推薦するにあたって、法務事務次官が候補者を検事総長に具申し、両者で決定することになるが、検事総長が実質的な人事推薦権を持っているとされる。
枠は「2」である。
法学者枠
国立大学の法学部教授が就任する事例が多い。裁判官出身の法学者や、弁護士登録した法学者の場合もある。
研究分野は民法、刑法、憲法、行政法、商法、国際法など。行政法学者がやや多い。
候補者が立候補をしたり各学会等の組織が推薦するシステムは存在せず、完全に一本釣りによって人事が決められる。
学期の切り替わりの時期なら問題ないが、学期の真ん中にあたる6月や12月の就任の場合、講義等の後任への手当に苦労する可能性があり、法学者の場合は断れることも想定して、通常の他のケースよりも早めに就任の打診をしているという。
枠は基本的に「1」で「2」になることもあったが、1984年以降は「1」となっている。
行政官枠
内閣法制局長官（旧:法制局長官）や外務省国際法局長（旧:外務省条約局長）経験者が就任することが多い。外務省国際法局長（旧:外務省条約局長）経験者を含めた外務省キャリア官僚であり日本大使経験者の裁判官のことを「外交官枠」と表現されることもある。
1994年以降に女性が行政官枠で就任する際には、旧厚生省・旧労働省幹部・法務省幹部経験者が就任する例がある。
法曹資格を持っていない例もあるが、国家公務員採用I種試験や外交官試験などの難関試験には合格している。
枠は「2」である。

## 権限
最高裁判所裁判官は、最高裁判所長官を含め、合議体である最高裁判所の各法廷を構成している。司法権の行使における権限については、最高裁判所長官と最高裁判所判事は同等であるが、最高裁判所長官が合議に加わる事件において最高裁判所長官は必ず裁判長を務める（最高裁判所裁判事務処理規則第3条）。
司法行政については、最高裁判所の裁判官会議において最高裁判所長官および最高裁判所判事による議決を行って、司法行政権および最高裁判所規則の制定権を行使する。

## 罷免
日本国憲法によって裁判官としての身分が保障される。定年・死亡を別にすると、本人の意思によらずして罷免されるのは下記の場合に限られ、天皇、内閣、最高裁判所長官が罷免することはできない。これは、公判を運営していく上に、行政府などが罷免権限を持っていると、それを口実に行政府が相手になっている裁判の公判に不公平が生じる恐れがあるためである。
- 心身の故障（日本国憲法第78条、裁判官分限法）
- 公の弾劾（日本国憲法第78条、裁判官弾劾法）
- 国民審査（日本国憲法第79条、最高裁判所裁判官国民審査法）

## 待遇
最高裁判所裁判官の給与は、裁判官の報酬等に関する法律に基づいており、月額において最高裁判所長官は、内閣総理大臣の給与と、最高裁判所判事は、特別職の職員の給与に関する法律に基づく国務大臣、会計検査院長、人事院総裁の給与と同額である。また、検事総長とも同額である。給与は、在任中減額できないと憲法で定められている。
また、各自に1名の最高裁判所裁判官秘書官が配置され、機密に関する事務を掌らせている。
弁護士資格を持たない者が最高裁判所裁判官に就任した場合、弁護士法第6条により弁護士資格を得る。この弁護士資格は国民審査で罷免されても剥奪されない。

## 現在の最高裁判所裁判官
2025年7月24日現在の最高裁判所裁判官は以下の通り。デフォルトの表示では着任順に配列、任命年月日の列のソートボタンで元の順序に戻る。裁判官の退官予定日は、70歳となる誕生日の前日の日付（最高裁判所裁判官の定年は70歳とされているため、任期は最長で70歳誕生日の前日までとなる）。不信任率は、最高裁判所裁判官国民審査において、有効票数のうち「罷免を可とする投票」（×印）の割合である。
| 氏名              | 任命年月日                 | 退官予定日                  | 学歴                | 前職等                                                      | 任命した内閣        | 担当小法廷 | 不信任率          |
| ----------------- | -------------------------- | --------------------------- | ------------------- | ----------------------------------------------------------- | ------------------- | ---------- | ----------------- |
| 三浦守            | 2018年2月26日 （平成30年） | 2026年10月22日 （令和8年）  | 東京大学 法学部卒   | 大阪高等検察庁検事長                                        | 第4次安倍内閣       | 第二小法廷 | 6.71% （2021年）  |
| 林道晴            | 2019年9月2日 （令和元年）  | 2027年8月30日 （令和9年）   | 東京大学 法学部卒   | 東京高等裁判所長官                                          | 第4次安倍内閣 (1改) | 第三小法廷 | 7.72% （2021年）  |
| 岡村和美          | 2019年10月2日 （令和元年） | 2027年12月22日 （令和9年）  | 早稲田大学 法学部卒 | 最高検察庁検事 法務省人権擁護局長 消費者庁長官              | 第4次安倍内閣 (2改) | 第二小法廷 | 7.29% （2021年）  |
| 安浪亮介          | 2021年7月16日 （令和3年）  | 2027年4月18日 （令和9年）   | 東京大学 法学部卒   | 大阪高等裁判所長官                                          | 菅義偉内閣          | 第一小法廷 | 5.97% （2021年）  |
| 渡邉惠理子        | 2021年7月16日 （令和3年）  | 2028年12月26日 （令和10年） | 東北大学 法学部卒   | 第一東京弁護士会所属弁護士                                  | 菅義偉内閣          | 第三小法廷 | 6.11% （2021年）  |
| 岡正晶            | 2021年9月3日 （令和3年）   | 2026年2月1日 （令和8年）    | 東京大学 法学部卒   | 第一東京弁護士会所属弁護士                                  | 菅義偉内閣          | 第一小法廷 | 6.24% （2021年）  |
| 堺徹              | 2021年9月3日 （令和3年）   | 2028年7月16日 （令和10年）  | 東京大学 法学部卒   | 東京高等検察庁検事長                                        | 菅義偉内閣          | 第一小法廷 | 6.24% （2021年）  |
| 今崎幸彦 （長官） | 2022年6月24日 （令和4年）  | 2027年11月9日 （令和9年）   | 京都大学 法学部卒   | 東京高等裁判所長官                                          | 第2次岸田内閣       | 第二小法廷 | 11.46% （2024年） |
| 尾島明            | 2022年7月5日 （令和4年）   | 2028年8月31日 （令和10年）  | 東京大学 法学部卒   | 大阪高等裁判所長官                                          | 第2次岸田内閣       | 第二小法廷 | 11.00% （2024年） |
| 宮川美津子        | 2023年11月6日 （令和5年）  | 2030年2月13日 （令和12年）  | 東京大学 法学部卒   | 第一東京弁護士会所属弁護士                                  | 第2次岸田内閣 (2改) | 第一小法廷 | 10.52% （2024年） |
| 石兼公博          | 2024年4月17日 （令和6年）  | 2028年1月3日 （令和10年）   | 東京大学 法学部卒   | 国際連合日本政府代表部在勤特命全権大使                      | 第2次岸田内閣 (2改) | 第三小法廷 | 10.01% （2024年） |
| 平木正洋          | 2024年8月16日 （令和6年）  | 2031年4月2日 （令和13年）   | 東京大学 法学部卒   | 大阪高等裁判所長官                                          | 第2次岸田内閣 (2改) | 第三小法廷 | 9.97% （2024年）  |
| 中村慎            | 2024年9月11日 （令和6年）  | 2031年9月11日 （令和13年）  | 京都大学 法学部卒   | 東京高等裁判所長官                                          | 第2次岸田内閣 (2改) | 第一小法廷 | 9.82% （2024年）  |
| 高須順一          | 2025年3月27日 （令和7年）  | 2029年10月8日 （令和11年）  | 法政大学 法学部卒   | 東京弁護士会所属弁護士 法政大学大学院法務研究科教授（民法） | 第2次石破内閣       | 第二小法廷 | 未審査            |
| 沖野眞已          | 2025年7月24日 （令和7年）  | 2034年1月11日 （令和16年）  | 東京大学 法学部卒   | 東京大学大学院法学政治学研究科教授（民法）                  | 第2次石破内閣       | 第三小法廷 | 未審査            |

## 歴代最高裁判所裁判官一覧
| 氏名         | 氏名 | 任命年月日                  | 退官年月日                  | 前職等 | 任命した内閣             | 備考 |
| ------------ | ---- | --------------------------- | --------------------------- | --- | ------------------------ | --- |
| 三淵忠彦     |      | 1947年8月4日 （昭和22年）   | 1950年3月2日 （昭和25年）   | 東京控訴院部長、慶應義塾大学講師                                                                                   | 片山内閣                 | 初代長官。 1947年（昭和22年）8月4日 - 1950年（昭和25年）3月2日 |
| 塚崎直義     |      | 1947年8月4日 （昭和22年）   | 1951年2月14日 （昭和26年）  | 弁護士、東京弁護士会会長                                                                                           | 片山内閣                 | |
| 長谷川太一郎 |      | 1947年8月4日 （昭和22年）   | 1951年11月30日 （昭和26年） | 東京弁護士会所属弁護士、第一東京弁護士会会長                                                                       | 片山内閣                 | |
| 澤田竹治郎   |      | 1947年8月4日 （昭和22年）   | 1952年8月1日 （昭和26年）   | 行政裁判所長官 | 片山内閣                 | |
| 霜山精一     |      | 1947年8月4日 （昭和22年）   | 1954年10月14日 （昭和29年） | 大審院長、貴族院議員、弁護士                                                                                       | 片山内閣                 | |
| 井上登       |      | 1947年8月4日 （昭和22年）   | 1955年4月9日 （昭和30年）   | 大審院部長 | 片山内閣                 | |
| 栗山茂       |      | 1947年8月4日 （昭和22年）   | 1956年10月5日 （昭和31年）  | 外交官（駐ベルギー大使、駐スウェーデン大使）、外務省条約局長                                                       | 片山内閣                 | [ 注釈 9 ] |
| 真野毅       |      | 1947年8月4日 （昭和22年）   | 1958年6月8日 （昭和33年）   | 第二東京弁護士会所属弁護士、同会会長                                                                               | 片山内閣                 | |
| 庄野理一     |      | 1947年8月4日 （昭和22年）   | 1948年6月28日 （昭和23年）  | 東京弁護士会所属弁護士                                                                                             | 片山内閣                 | 在任期間11か月で史上最短 |
| 小谷勝重     |      | 1947年8月4日 （昭和22年）   | 1960年12月23日 （昭和35年） | 大阪弁護士会副会長、同会会長                                                                                       | 片山内閣                 | |
| 島保         |      | 1947年8月4日 （昭和22年）   | 1961年8月24日 （昭和36年）  | 大審院部長 | 片山内閣                 | |
| 齋藤悠輔     |      | 1947年8月4日 （昭和22年）   | 1962年5月20日 （昭和37年）  | 大審院判事、東京控訴院部長、広島・大阪各控訴院検事長                                                               | 片山内閣                 | |
| 藤田八郎     |      | 1947年8月4日 （昭和22年）   | 1962年8月4日 （昭和37年）   | 大阪控訴院長 | 片山内閣                 | |
| 岩松三郎     |      | 1947年8月4日 （昭和22年）   | 1956年11月10日 （昭和31年） | 福岡控訴院長 | 片山内閣                 | |
| 河村又介     |      | 1947年8月4日 （昭和22年）   | 1963年12月31日 （昭和38年） | 九州大学教授 | 片山内閣                 | 憲法学者 |
| 穂積重遠     |      | 1949年2月26日 （昭和24年）  | 1951年7月29日 （昭和26年）  | 東京大学教授、特別弁護人、貴族院議員、東宮大夫、東宮侍従長、                                                       | 第3次吉田内閣            | 民法学者。父は、民法起草者の穂積陳重。在任中に死去。 |
| 田中耕太郎   |      | 1950年3月3日 （昭和25年）   | 1960年10月24日 （昭和35年） | 内務省職員、東京帝国大学法学部長、貴族院議員、文部大臣、参議院議員、学習院大学教授                                 | 第3次吉田内閣            | 第2代長官 1950年（昭和25年）3月3日 - 1960年（昭和35年）10月24日 商法学者 |
| 谷村唯一郎   |      | 1951年4月12日 （昭和26年）  | 1956年11月10日 （昭和31年） | 東京弁護士会会長                                                                                                   | 第3次吉田内閣（1改）     | |
| 小林俊三     |      | 1951年10月5日 （昭和26年）  | 1958年6月2日 （昭和33年）   | 第二東京弁護士会所属弁護士、東京高等裁判所長官                                                                     | 第3次吉田内閣（2改）     | |
| 本村善太郎   |      | 1952年1月21日 （昭和27年）  | 1957年1月14日 （昭和32年）  | 第一東京弁護士会所属弁護士                                                                                         | 第3次吉田内閣（3改）     | |
| 入江俊郎     |      | 1952年8月30日 （昭和27年）  | 1971年1月9日 （昭和46年）   | 内務官僚、法制局長官、貴族院議員、衆議院法制局長                                                                   | 第3次吉田内閣（3改）     | 就任時年齢51歳で史上最年少、在任期間18年超で史上最長。 |
| 池田克       |      | 1954年11月2日 （昭和29年）  | 1963年5月22日 （昭和38年）  | 司法省大臣官房調査課長、思想犯担当検事、名古屋控訴院検事長、大審院次長検事、東京弁護士会所属弁護士(公職追放期あり) | 第5次吉田内閣            | |
| 垂水克己     |      | 1955年5月26日 （昭和30年）  | 1963年11月14日 （昭和38年） | 東京高等裁判所長官                                                                                                 | 第2次鳩山一郎内閣        | |
| 河村大助     |      | 1956年11月22日 （昭和31年） | 1963年6月1日 （昭和38年）   | 東京弁護士会所属弁護士                                                                                             | 第3次鳩山一郎内閣        | |
| 下飯坂潤夫   |      | 1956年11月22日 （昭和31年） | 1964年1月28日 （昭和39年）  | 大阪高等裁判所長官                                                                                                 | 第3次鳩山一郎内閣        | |
| 奥野健一     |      | 1956年11月22日 （昭和31年） | 1968年11月17日 （昭和43年） | 仙台地方裁判所長、司法省民事局長、参議院法制局長                                                                   | 第3次鳩山一郎内閣        | |
| 高橋潔       |      | 1957年1月30日 （昭和32年）  | 1961年12月29日 （昭和36年） | 第一東京弁護士会所属弁護士                                                                                         | 石橋内閣                 | 在任中に死去。 |
| 高木常七     |      | 1958年6月28日 （昭和33年）  | 1963年3月14日 （昭和38年）  | 検事、第二東京弁護士会所属弁護士、広島・名古屋・大阪各高等裁判所長官                                               | 第2次岸内閣              | |
| 石坂修一     |      | 1958年6月28日 （昭和33年）  | 1965年9月13日 （昭和40年）  | 大阪高等裁判所長官                                                                                                 | 第2次岸内閣              | |
| 横田喜三郎   |      | 1960年10月25日 （昭和35年） | 1966年8月5日 （昭和41年）   | 東京大学教授、外務省参与                                                                                           | 第1次池田内閣            | 第3代長官 1960年（昭和35年）10月25日 - 1966年（昭和41年）8月5日 国際法学者 |
| 山田作之助   |      | 1960年12月27日 （昭和35年） | 1966年4月21日 （昭和41年）  | 神戸弁護士会所属弁護士                                                                                             | 第2次池田内閣            | |
| 五鬼上堅磐   |      | 1961年8月26日 （昭和36年）  | 1966年12月31日 （昭和41年） | 東京弁護士会所属弁護士、大阪高等裁判所長官                                                                         | 第2次池田内閣（1改）     | |
| 横田正俊     |      | 1962年2月28日 （昭和37年）  | 1969年1月10日 （昭和44年）  | 大審院判事、公正取引委員会委員長、最高裁判所事務総長、東京高等裁判所長官                                           | 第2次池田内閣（1改）     | 第4代長官 1966年（昭和41年）8月6日 - 1969年（昭和44年）1月10日 |
| 齋藤朔郎     |      | 1962年5月29日 （昭和37年）  | 1964年8月9日 （昭和39年）   | 大阪高等裁判所判事部総括、参議院法制局長                                                                           | 第2次池田内閣（1改）     | 在任中に死去。 |
| 草鹿淺之介   |      | 1962年8月12日 （昭和37年）  | 1970年10月24日 （昭和45年） | 大阪高等検察庁検事長                                                                                               | 第2次池田内閣（2改）     | |
| 長部謹吾     |      | 1963年4月5日 （昭和38年）   | 1971年3月31日 （昭和46年）  | 最高検察庁次長検事                                                                                                 | 第2次池田内閣（2改）     | |
| 石田和外     |      | 1963年6月6日 （昭和38年）   | 1973年5月19日 （昭和48年）  | 司法省人事課長、最高裁判所事務総長、東京高等裁判所長官                                                             | 第2次池田内閣（2改）     | 第5代長官 1969年（昭和44年）1月11日 - 1973年（昭和48年）5月19日 |
| 城戸芳彦     |      | 1963年6月6日 （昭和38年）   | 1970年12月19日 （昭和45年） | 東京弁護士会所属弁護士、日本大学講師                                                                               | 第2次池田内閣（2改）     | |
| 柏原語六     |      | 1963年12月13日 （昭和38年） | 1967年9月19日 （昭和42年）  | 東京弁護士会所属弁護士                                                                                             | 第3次池田内閣            | |
| 田中二郎     |      | 1964年1月16日 （昭和39年）  | 1973年3月31日 （昭和48年）  | 東京大学教授、北海道大学教授、東京大学法学部長                                                                     | 第3次池田内閣            | 行政法学者。ほとんどの最高裁判事が70歳の定年まで任期を全うする中、67歳で依願退職した。                                                                                                  |
| 松田二郎     |      | 1964年1月31日 （昭和39年）  | 1970年7月29日 （昭和45年）  | 東京地方裁判所長、大阪高等裁判所長官                                                                               | 第3次池田内閣            | |
| 岩田誠       |      | 1964年8月31日 （昭和39年）  | 1972年11月25日 （昭和47年） | 東京高等裁判所判事部総括                                                                                           | 第3次池田内閣（改）      | |
| 下村三郎     |      | 1965年9月14日 （昭和40年）  | 1973年1月1日 （昭和48年）   | 司法省出向、東京高等裁判所長官                                                                                     | 第1次佐藤内閣（1改）     | |
| 色川幸太郎   |      | 1966年5月10日 （昭和41年）  | 1973年1月29日 （昭和48年）  | 大阪弁護士会会長                                                                                                   | 第1次佐藤内閣（1改）     | |
| 大隅健一郎   |      | 1966年9月9日 （昭和41年）   | 1974年10月1日 （昭和49年）  | 京都大学教授、立命館大学教授                                                                                       | 第1次佐藤内閣（2改）     | 商法学者 |
| 松本正雄     |      | 1967年1月17日 （昭和42年）  | 1971年12月5日 （昭和46年）  | 第二東京弁護士会会長                                                                                               | 第1次佐藤内閣（3改）     | |
| 飯村義美     |      | 1967年9月20日 （昭和42年）  | 1971年4月26日 （昭和46年）  | 中外製薬監査役、東京弁護士会副会長、日本弁護士連合会常任理事                                                       | 第2次佐藤内閣            | |
| 村上朝一     |      | 1968年11月19日 （昭和43年） | 1976年5月24日 （昭和51年）  | 司法省民事局課長、オランダ領東インドのジャワ島陸軍司政官、最高検察庁公判部長、東京高等裁判所長官                   | 第2次佐藤内閣（1改）     | 第6代長官 1973年（昭和48年）5月21日 - 1976年（昭和51年）5月24日 |
| 関根小郷     |      | 1969年1月17日 （昭和44年）  | 1975年12月2日 （昭和50年）  | 大阪高等裁判所長官                                                                                                 | 第2次佐藤内閣（2改）     | |
| 藤林益三     |      | 1970年7月31日 （昭和45年）  | 1977年8月25日 （昭和52年）  | 第一東京弁護士会所属弁護士                                                                                         | 第3次佐藤内閣            | 第7代長官 1976年（昭和51年）5月25日 - 1977年（昭和52年）8月25日 |
| 岡原昌男     |      | 1970年10月28日 （昭和45年） | 1979年3月31日 （昭和54年）  | 司法省刑事課長、同人事課長、同会計課長、大阪高等検察庁検事長                                                       | 第3次佐藤内閣            | 第8代長官 1977年（昭和52年）8月26日 - 1979年（昭和54年）3月31日 |
| 小川信雄     |      | 1970年12月22日 （昭和45年） | 1975年8月6日 （昭和50年）   | 東京弁護士会所属弁護士                                                                                             | 第3次佐藤内閣            | |
| 下田武三     |      | 1971年1月12日 （昭和46年）  | 1977年4月2日 （昭和52年）   | 外務省条約局長、外交官（駐アメリカ合衆国大使等）、外務事務次官                                                     | 第3次佐藤内閣            | 国民審査での不信任率15.17%は歴代最高。尊属殺人被告事件（最高裁判所昭和48年4月4日大法廷判決）で、ただ一人、尊属殺については死刑または無期懲役を処す刑法200条が合憲との反対意見を述べた。 |
| 岸盛一       |      | 1971年4月2日 （昭和46年）   | 1978年7月13日 （昭和53年）  | 東京控訴院判事、東京高等裁判所長官                                                                                 | 第3次佐藤内閣            | |
| 天野武一     |      | 1971年5月21日 （昭和46年）  | 1978年9月20日 （昭和53年）  | 大阪高等検察庁検事長                                                                                               | 第3次佐藤内閣            | |
| 坂本吉勝     |      | 1971年12月7日 （昭和46年）  | 1976年3月26日 （昭和51年）  | 第二東京弁護士会所属弁護士                                                                                         | 第3次佐藤内閣（改）      | |
| 岸上康夫     |      | 1972年11月28日 （昭和47年） | 1978年9月21日 （昭和53年）  | 東京高等裁判所長官                                                                                                 | 第1次田中角榮内閣        | |
| 江里口清雄   |      | 1973年1月9日 （昭和48年）   | 1980年3月19日 （昭和55年）  | 司法省出向、福岡高等裁判所長官                                                                                     | 第2次田中角榮内閣        | |
| 大塚喜一郎   |      | 1973年2月2日 （昭和48年）   | 1980年2月4日 （昭和55年）   | 第一東京弁護士会所属弁護士                                                                                         | 第2次田中角榮内閣        | |
| 高辻正己     |      | 1973年4月4日 （昭和48年）   | 1980年1月18日 （昭和55年）  | 内務省、地方自治庁、内閣法制局長官                                                                                 | 第2次田中角榮内閣        | 退任後に法務大臣。 |
| 吉田豊       |      | 1973年5月21日 （昭和48年）  | 1979年2月28日 （昭和54年）  | 大阪高等裁判所長官                                                                                                 | 第2次田中角榮内閣        | |
| 團藤重光     |      | 1974年10月4日 （昭和49年）  | 1983年11月7日 （昭和58年）  | 東京大学教授、慶應義塾大学教授                                                                                     | 第2次田中角榮内閣（1改） | 刑法学・刑事訴訟法学者。刑法学の基礎理論として、行為無価値論の立場に立つ重鎮である。在職中にそれまでの共謀共同正犯を否定する立場から肯定する立場に転換した。                            |
| 本林譲       |      | 1975年8月8日 （昭和50年）   | 1979年3月30日 （昭和54年）  | 東京弁護士会所属弁護士、日本弁護士連合会事務総長                                                                   | 三木内閣                 | |
| 服部高顯     |      | 1975年12月3日 （昭和50年）  | 1982年9月30日 （昭和57年）  | 大阪高等裁判所長官                                                                                                 | 三木内閣                 | 第9代長官 1979年（昭和54年）4月2日 - 1982年（昭和57年）9月30日 |
| 環昌一       |      | 1976年3月27日 （昭和51年）  | 1982年4月11日 （昭和57年）  | 司法省大臣官房調査課、最高裁判所調査官、法務庁行政訟務局、第二東京弁護士会所属弁護士                               | 三木内閣                 | |
| 栗本一夫     |      | 1976年5月25日 （昭和51年）  | 1982年5月26日 （昭和57年）  | 最高裁判所事務総局、名古屋高等裁判所長官                                                                           | 三木内閣                 | |
| 藤崎萬里     |      | 1977年4月5日 （昭和52年）   | 1984年12月15日 （昭和59年） | 戦前の外交官（駐アメリカ）、終戦連絡事務局、外務省条約局、外交官（駐タイ国大使等）                                 | 福田赳夫内閣             | |
| 本山亨       |      | 1977年8月26日 （昭和52年）  | 1982年8月10日 （昭和57年）  | 名古屋弁護士会所属弁護士                                                                                           | 福田赳夫内閣             | |
| 戸田弘       |      | 1978年7月14日 （昭和53年）  | 1980年3月25日 （昭和55年）  | 東京高等裁判所長官                                                                                                 | 福田赳夫内閣（改）       | 在任中に死去。 |
| 中村治朗     |      | 1978年9月22日 （昭和53年）  | 1984年2月19日 （昭和59年）  | 最高裁判所首席調査官、東京高等裁判所判事部総括                                                                     | 福田赳夫内閣（改）       | |
| 横井大三     |      | 1978年9月22日 （昭和53年）  | 1984年6月10日 （昭和59年）  | 名古屋高等検察庁検事長、専修大学教授、第一東京弁護士会所属弁護士                                                   | 福田赳夫内閣（改）       | |
| 木下忠良     |      | 1979年3月1日 （昭和54年）   | 1986年1月14日 （昭和61年）  | 大阪高等裁判所長官                                                                                                 | 第1次大平内閣            | |
| 塚本重頼     |      | 1979年4月2日 （昭和54年）   | 1981年10月17日 （昭和56年） | 裁判官、東京弁護士会所属弁護士、中央大学教授                                                                       | 第1次大平内閣            | |
| 鹽野宜慶     |      | 1979年4月2日 （昭和54年）   | 1985年5月22日 （昭和60年）  | 東京地方検察庁検事正、法務事務次官、東京高等検察庁検事長、第一東京弁護士会所属弁護士                               | 第1次大平内閣            | |
| 伊藤正己     |      | 1980年1月19日 （昭和55年）  | 1989年9月20日 （平成元年）  | 東京大学教授 | 第2次大平内閣            | 英米法・憲法学者 |
| 宮崎梧一     |      | 1980年2月6日 （昭和55年）   | 1984年5月4日 （昭和59年）   | 第一東京弁護士会所属弁護士                                                                                         | 第2次大平内閣            | |
| 寺田治郎     |      | 1980年3月22日 （昭和55年）  | 1985年11月3日 （昭和60年）  | 大日本帝国陸軍法務大尉、東京高等裁判所長官                                                                         | 第2次大平内閣            | 第10代長官 1982年（昭和57年）10月1日 - 1985年（昭和60年）11月3日 |
| 谷口正孝     |      | 1980年4月16日 （昭和55年）  | 1987年1月27日 （昭和62年）  | 東京地方裁判所長                                                                                                   | 第2次大平内閣            | |
| 大橋進       |      | 1981年11月2日 （昭和56年）  | 1986年6月12日 （昭和61年）  | 東京弁護士会所属弁護士                                                                                             | 鈴木善幸内閣             | |
| 木戸口久治   |      | 1982年4月12日 （昭和57年）  | 1986年1月8日 （昭和61年）   | 第二東京弁護士会所属弁護士                                                                                         | 鈴木善幸内閣（改）       | |
| 牧圭次       |      | 1982年5月28日 （昭和57年）  | 1989年11月24日 （平成元年） | 名古屋高等裁判所長官                                                                                               | 鈴木善幸内閣（改）       | |
| 和田誠一     |      | 1982年8月16日 （昭和57年）  | 1986年4月23日 （昭和61年）  | 大阪弁護士会所属弁護士                                                                                             | 鈴木善幸内閣（改）       | 在任中に死去。 |
| 安岡満彦     |      | 1982年10月1日 （昭和57年）  | 1990年5月4日 （平成2年）    | 大阪高等裁判所長官                                                                                                 | 鈴木善幸内閣（改）       | |
| 角田禮次郎   |      | 1983年11月8日 （昭和58年）  | 1990年12月3日 （平成2年）   | 内務省、自治省、内閣法制局長官                                                                                     | 第1次中曽根内閣          | |
| 矢口洪一     |      | 1984年2月20日 （昭和59年）  | 1990年2月19日 （平成2年）   | 大日本帝国海軍法務大尉、東京高等裁判所長官                                                                         | 第2次中曽根内閣          | 第11代長官 1985年（昭和60年）11月5日 - 1990年（平成2年）2月19日 |
| 島谷六郎     |      | 1984年5月8日 （昭和59年）   | 1990年1月23日 （平成2年）   | 第一東京弁護士会所属弁護士                                                                                         | 第2次中曽根内閣          | |
| 長島敦       |      | 1984年6月12日 （昭和59年）  | 1988年3月16日 （昭和63年）  | 名古屋高等検察庁検事長、東洋大学教授                                                                               | 第2次中曽根内閣          | |
| 高島益郎     |      | 1984年12月17日 （昭和59年） | 1988年5月2日 （昭和63年）   | 外交官（駐ソヴィエト連邦大使等）、大日本帝国陸軍主計少尉                                                           | 第2次中曽根内閣（1改）   | 在任中に死去。 |
| 藤島昭       |      | 1985年5月23日 （昭和60年）  | 1994年1月1日 （平成6年）    | 東京地方検察庁検事正、法務事務次官、次長検事                                                                       | 第2次中曽根内閣（1改）   | |
| 大内恒夫     |      | 1985年11月5日 （昭和60年）  | 1992年3月23日 （平成4年）   | 東京高等裁判所長官                                                                                                 | 第2次中曽根内閣（1改）   | |
| 香川保一     |      | 1986年1月17日 （昭和61年）  | 1991年5月4日 （平成3年）    | 裁判官、法務省大臣官房秘書課、名古屋高等裁判所長官                                                                 | 第2次中曽根内閣（2改）   | |
| 坂上壽夫     |      | 1986年1月17日 （昭和61年）  | 1993年3月31日 （平成5年）   | 第二東京弁護士会所属弁護士                                                                                         | 第2次中曽根内閣（2改）   | |
| 佐藤哲郎     |      | 1986年5月21日 （昭和61年）  | 1990年1月4日 （平成2年）    | 東京弁護士会所属弁護士                                                                                             | 第2次中曽根内閣（2改）   | |
| 林藤之輔     |      | 1986年6月13日 （昭和61年）  | 1987年8月6日 （昭和62年）   | 大阪弁護士会所属弁護士                                                                                             | 第2次中曽根内閣（2改）   | 在任中に死去。 |
| 四ツ谷巖     |      | 1987年1月28日 （昭和62年）  | 1992年2月8日 （平成4年）    | 東京高等裁判所長官                                                                                                 | 第3次中曽根内閣          | |
| 奧野久之     |      | 1987年9月5日 （昭和62年）   | 1990年8月26日 （平成2年）   | 神戸弁護士会所属弁護士                                                                                             | 第3次中曽根内閣          | |
| 貞家克己     |      | 1988年3月17日 （昭和63年）  | 1993年9月12日 （平成5年）   | 大阪高等裁判所長官                                                                                                 | 竹下内閣                 | |
| 大堀誠一     |      | 1988年6月17日 （昭和63年）  | 1995年8月10日 （平成7年）   | 東京高等検察庁検事長                                                                                               | 竹下内閣                 | 理工系出身者で史上初めて、また昭和時代に任命された最後の最高裁判所裁判官。 |
| 園部逸夫     |      | 1989年9月21日 （平成元年）  | 1999年3月31日 （平成11年）  | 成蹊大学教授 | 宇野内閣                 | 行政法学者。平成時代に任命された初の最高裁判所裁判官。 |
| 草場良八     |      | 1989年11月27日 （平成元年） | 1995年11月7日 （平成7年）   | 東京高等裁判所長官                                                                                                 | 第1次海部内閣            | 第12代長官 1990年（平成2年）2月20日 - 1995年（平成7年）11月7日 |
| 橋元四郎平   |      | 1990年1月11日 （平成2年）   | 1993年4月12日 （平成5年）   | 東京弁護士会所属弁護士                                                                                             | 第1次海部内閣            | |
| 中島敏次郎   |      | 1990年1月24日 （平成2年）   | 1995年9月1日 （平成7年）    | 外交官（駐中華人民共和国大使等）                                                                                   | 第1次海部内閣            | |
| 佐藤庄市郎   |      | 1990年2月20日 （平成2年）   | 1994年2月15日 （平成6年）   | 第一東京弁護士会所属弁護士                                                                                         | 第1次海部内閣            | |
| 可部恒雄     |      | 1990年5月10日 （平成2年）   | 1997年3月8日 （平成9年）    | 福岡高等裁判所長官                                                                                                 | 第2次海部内閣            | |
| 木崎良平     |      | 1990年9月3日 （平成2年）    | 1994年7月24日 （平成6年）   | 大阪弁護士会所属弁護士                                                                                             | 第2次海部内閣            | |
| 味村治       |      | 1990年12月10日 （平成2年）  | 1994年2月6日 （平成6年）    | 内閣法制局長官、第一東京弁護士会所属弁護士                                                                         | 第2次海部内閣            | |
| 大西勝也     |      | 1991年5月13日 （平成3年）   | 1998年9月9日 （平成10年）   | 東京高等裁判所長官                                                                                                 | 第2次海部内閣（改）      | |
| 小野幹雄     |      | 1992年2月13日 （平成4年）   | 2000年3月15日 （平成12年）  | 大阪高等裁判所長官                                                                                                 | 宮澤内閣                 | |
| 三好達       |      | 1992年3月25日 （平成4年）   | 1997年10月30日 （平成9年）  | 東京高等裁判所長官                                                                                                 | 宮澤内閣                 | 第13代長官 1995年（平成7年）11月7日 - 1997年（平成9年）10月30日 |
| 大野正男     |      | 1993年4月1日 （平成5年）    | 1997年9月2日 （平成9年）    | 第二東京弁護士会所属弁護士                                                                                         | 宮澤内閣（改）           | |
| 大白勝       |      | 1993年4月13日 （平成5年）   | 1995年2月13日 （平成7年）   | 神戸弁護士会所属弁護士                                                                                             | 宮澤内閣（改）           | |
| 千種秀夫     |      | 1993年9月13日 （平成5年）   | 2002年2月20日 （平成14年）  | 最高裁判所事務総長                                                                                                 | 細川内閣                 | |
| 根岸重治     |      | 1994年1月11日 （平成6年）   | 1998年12月3日 （平成10年）  | 次長検事、東京高等検察庁検事長、第一東京弁護士会所属弁護士                                                         | 細川内閣                 | |
| 高橋久子     |      | 1994年2月9日 （平成6年）    | 1997年9月20日 （平成9年）   | 労働省婦人少年局長                                                                                                 | 細川内閣                 | 女性初の最高裁判所裁判官。 |
| 尾崎行信     |      | 1994年2月16日 （平成6年）   | 1999年4月18日 （平成11年）  | 第一東京弁護士会所属弁護士                                                                                         | 細川内閣                 | |
| 河合伸一     |      | 1994年7月25日 （平成6年）   | 2002年6月10日 （平成14年）  | 大阪弁護士会所属弁護士                                                                                             | 村山内閣                 | |
| 遠藤光男     |      | 1995年2月13日 （平成7年）   | 2000年9月12日 （平成12年）  | 東京弁護士会所属弁護士、法政大学講師                                                                               | 村山内閣                 | |
| 井嶋一友     |      | 1995年8月11日 （平成7年）   | 2002年10月6日 （平成14年）  | 次長検事 | 村山内閣（改）           | |
| 福田博       |      | 1995年9月4日 （平成7年）    | 2005年8月1日 （平成17年）   | 外交官（駐マレイシア国大使等）                                                                                     | 村山内閣（改）           | |
| 藤井正雄     |      | 1995年11月7日 （平成7年）   | 2002年11月6日 （平成14年）  | 大阪高等裁判所長官                                                                                                 | 村山内閣（改）           | |
| 山口繁       |      | 1997年3月10日 （平成9年）   | 2002年11月3日 （平成14年）  | 福岡高等裁判所長官                                                                                                 | 第2次橋本内閣            | 第14代長官 1997年（平成9年）10月31日 - 2002年（平成14年）11月3日 |
| 元原利文     |      | 1997年9月8日 （平成9年）    | 2001年4月21日 （平成13年）  | 神戸弁護士会所属弁護士                                                                                             | 第2次橋本内閣            | |
| 大出峻郎     |      | 1997年9月24日 （平成9年）   | 2001年12月19日 （平成13年） | 内閣法制局長官 | 第2次橋本内閣（改）      | 定年前に依願退官。 |
| 金谷利広     |      | 1997年10月31日 （平成9年）  | 2005年5月16日 （平成17年）  | 東京高等裁判所長官                                                                                                 | 第2次橋本内閣（改）      | |
| 北川弘治     |      | 1998年9月10日 （平成10年）  | 2004年12月26日 （平成16年） | 福岡高等裁判所長官                                                                                                 | 小渕内閣                 | |
| 亀山継夫     |      | 1998年12月4日 （平成10年）  | 2004年2月25日 （平成16年）  | 名古屋高等検察庁検事長、第一東京弁護士会所属弁護士                                                                 | 小渕内閣                 | |
| 奥田昌道     |      | 1999年4月1日 （平成11年）   | 2002年9月27日 （平成14年）  | 京都大学教授 | 小渕内閣（1改）          | 民法学者 |
| 梶谷玄       |      | 1999年4月21日 （平成11年）  | 2005年1月14日 （平成17年）  | 第一東京弁護士会所属弁護士                                                                                         | 小渕内閣（1改）          | |
| 町田顯       |      | 2000年3月22日 （平成12年）  | 2006年10月15日 （平成18年） | 東京高等裁判所長官                                                                                                 | 小渕内閣（2改）          | 第15代長官 2002年（平成14年）11月6日 - 2006年（平成18年）10月15日 |
| 深澤武久     |      | 2000年9月14日 （平成12年）  | 2004年1月4日 （平成16年）   | 東京弁護士会所属弁護士                                                                                             | 第1次森内閣              | |
| 濱田邦夫     |      | 2001年5月1日 （平成13年）   | 2006年5月23日 （平成18年）  | 第二東京弁護士会所属弁護士                                                                                         | 第1次小泉内閣            | |
| 横尾和子     |      | 2001年12月19日 （平成13年） | 2008年9月11日 （平成20年）  | 厚生省老人保健福祉局長、社会保険庁長官、駐アイルランド国大使等                                                     | 第1次小泉内閣            | 女性2人目の最高裁判所裁判官、定年前に依願退官。 |
| 上田豊三     |      | 2002年2月21日 （平成14年）  | 2007年5月22日 （平成19年）  | 大阪高等裁判所長官                                                                                                 | 第1次小泉内閣            | |
| 滝井繁男     |      | 2002年6月11日 （平成14年）  | 2006年10月30日 （平成18年） | 大阪弁護士会所属弁護士                                                                                             | 第1次小泉内閣            | |
| 藤田宙靖     |      | 2002年9月30日 （平成14年）  | 2010年4月5日 （平成22年）   | 東北大学大学院教授                                                                                                 | 第1次小泉内閣（1改）     | 行政法学者 |
| 甲斐中辰夫   |      | 2002年10月7日 （平成14年）  | 2010年1月1日 （平成22年）   | 次長検事、東京高等検察庁検事長                                                                                     | 第1次小泉内閣（1改）     | |
| 泉徳治       |      | 2002年11月6日 （平成14年）  | 2009年1月24日 （平成21年）  | 東京高等裁判所長官                                                                                                 | 第1次小泉内閣（1改）     | |
| 島田仁郎     |      | 2002年11月7日 （平成14年）  | 2008年11月21日 （平成20年） | 大阪高等裁判所長官                                                                                                 | 第1次小泉内閣（1改）     | 第16代長官 2006年（平成18年）10月16日 - 2008年（平成20年）11月21日 |
| 才口千晴     |      | 2004年1月6日 （平成16年）   | 2008年9月2日 （平成20年）   | 東京弁護士会所属弁護士                                                                                             | 第2次小泉内閣            | |
| 津野修       |      | 2004年2月26日 （平成16年）  | 2008年10月19日 （平成20年） | 内閣法制局長官、第一東京弁護士会所属弁護士                                                                         | 第2次小泉内閣            | |
| 今井功       |      | 2004年12月27日 （平成16年） | 2009年12月25日 （平成20年） | 東京高等裁判所長官                                                                                                 | 第2次小泉内閣（改）      | |
| 中川了滋     |      | 2005年1月19日 （平成17年）  | 2009年12月22日 （平成21年） | 第一東京弁護士会所属弁護士                                                                                         | 第2次小泉内閣（改）      | |
| 堀籠幸男     |      | 2005年5月17日 （平成17年）  | 2010年6月15日 （平成22年）  | 大阪高等裁判所長官                                                                                                 | 第2次小泉内閣（改）      | |
| 古田佑紀     |      | 2005年8月2日 （平成17年）   | 2012年4月7日 （平成24年）   | 次長検事、同志社大学法科大学院教授                                                                                 | 第2次小泉内閣（改）      | |
| 那須弘平     |      | 2006年5月25日 （平成18年）  | 2012年2月10日 （平成24年）  | 第二東京弁護士会所属弁護士                                                                                         | 第3次小泉内閣（改）      | |
| 涌井紀夫     |      | 2006年10月16日 （平成18年） | 2009年12月17日 （平成21年） | 大阪高等裁判所長官                                                                                                 | 第1次安倍内閣            | 在任中に死去。 |
| 田原睦夫     |      | 2006年11月1日 （平成18年）  | 2013年4月22日 （平成25年）  | 大阪弁護士会所属弁護士                                                                                             | 第1次安倍内閣            | |
| 近藤崇晴     |      | 2007年5月23日 （平成19年）  | 2010年11月21日 （平成22年） | 仙台高等裁判所長官                                                                                                 | 第1次安倍内閣            | 在任中に死去。 |
| 宮川光治     |      | 2008年9月3日 （平成20年）   | 2012年2月27日 （平成24年）  | 東京弁護士会所属弁護士                                                                                             | 福田康夫内閣 (改)        | |
| 桜井龍子     |      | 2008年9月11日 （平成20年）  | 2017年1月15日 （平成29年）  | 労働省女性局長、 九州大学法学部客員教授（労働法）                                                                  | 福田康夫内閣 (改)        | 女性3人目の最高裁判所裁判官。 |
| 竹内行夫     |      | 2008年10月21日 （平成20年） | 2013年7月19日 （平成25年）  | 外務事務次官、政策研究大学院大学連携教授                                                                           | 麻生内閣                 | |
| 竹﨑博允     |      | 2008年11月25日 （平成20年） | 2014年3月31日 （平成26年）  | 東京高等裁判所長官                                                                                                 | 麻生内閣                 | 第17代長官 2008年（平成20年）11月25日 - 2014年（平成26年）3月31日 定年前に依願退官。 |
| 金築誠志     |      | 2009年1月26日 （平成21年）  | 2015年3月31日 （平成27年）  | 大阪高等裁判所長官                                                                                                 | 麻生内閣                 | |
| 須藤正彦     |      | 2009年12月28日 （平成21年） | 2012年12月26日 （平成24年） | 東京弁護士会所属弁護士                                                                                             | 鳩山由紀夫内閣           | |
| 千葉勝美     |      | 2009年12月28日 （平成21年） | 2016年8月24日 （平成28年）  | 仙台高等裁判所長官                                                                                                 | 鳩山由紀夫内閣           | |
| 横田尤孝     |      | 2010年1月6日 （平成22年）   | 2014年10月1日 （平成26年）  | 次長検事、 第一東京弁護士会所属弁護士                                                                              | 鳩山由紀夫内閣           | |
| 白木勇       |      | 2010年1月15日 （平成22年）  | 2015年2月14日 （平成27年）  | 東京高等裁判所長官                                                                                                 | 鳩山由紀夫内閣           | |
| 岡部喜代子   |      | 2010年4月12日 （平成22年）  | 2019年3月19日 （平成31年）  | 東京家庭裁判所判事、 慶應義塾大学大学院教授                                                                        | 鳩山由紀夫内閣           | 民法学者。女性4人目の最高裁判所裁判官。 |
| 大谷剛彦     |      | 2010年6月17日 （平成22年）  | 2017年3月9日 （平成29年）   | 大阪高等裁判所長官                                                                                                 | 菅直人内閣               | |
| 寺田逸郎     |      | 2010年12月27日 （平成22年） | 2018年1月8日 （平成30年）   | 広島高等裁判所長官                                                                                                 | 菅直人内閣 (1改)         | 第18代長官 2014年（平成26年）4月1日 - 2018年（平成30年）1月8日 |
| 大橋正春     |      | 2012年2月13日 （平成24年）  | 2017年3月30日 （平成29年）  | 第一東京弁護士会所属弁護士                                                                                         | 野田内閣 (1改)           | |
| 山浦善樹     |      | 2012年3月1日 （平成24年）   | 2016年7月3日 （平成28年）   | 東京弁護士会所属弁護士 筑波大学大学院教授                                                                          | 野田内閣 (1改)           | |
| 小貫芳信     |      | 2012年4月11日 （平成24年）  | 2018年1月16日 （平成30年）  | 東京高等検察庁検事長、 亜細亜大学法学部教授（刑法）                                                                | 野田内閣 (1改)           | 定年前に依願退官。退官の5日後、左耳下腺導管がんのため死去。 |
| 鬼丸かおる   | 写真 | 2013年2月6日 （平成25年）   | 2019年2月6日 （平成31年）   | 東京弁護士会所属弁護士                                                                                             | 第2次安倍内閣            | 女性5人目の最高裁判所裁判官。 |
| 木内道祥     | 写真 | 2013年4月25日 （平成25年）  | 2018年1月1日 （平成30年）   | 大阪弁護士会所属弁護士                                                                                             | 第2次安倍内閣            | |
| 山本庸幸     | 写真 | 2013年8月20日 （平成25年）  | 2019年9月25日 （令和元年）  | 内閣法制局長官 | 第2次安倍内閣            | |
| 山崎敏充     | 写真 | 2014年4月1日 （平成26年）   | 2019年8月30日 （令和元年）  | 東京高等裁判所長官                                                                                                 | 第2次安倍内閣            | |
| 池上政幸     | 写真 | 2014年10月2日 （平成26年）  | 2021年8月28日 （令和3年）   | 大阪高等検察庁検事長                                                                                               | 第2次安倍内閣 (改)       | |
| 大谷直人     |      | 2015年2月17日 （平成27年）  | 2022年6月22日 （令和4年）   | 大阪高等裁判所長官                                                                                                 | 第3次安倍内閣            | 第19代長官 2018年（平成30年）1月9日 - 2022年（令和4年）6月22日 |
| 小池裕       |      | 2015年4月2日 （平成27年）   | 2021年7月2日 （令和3年）    | 東京高等裁判所長官                                                                                                 | 第3次安倍内閣            | |
| 木澤克之     |      | 2016年7月19日 （平成28年）  | 2021年8月26日 （令和3年）   | 東京弁護士会所属弁護士                                                                                             | 第3次安倍内閣 (1改)      | |
| 菅野博之     |      | 2016年9月5日 （平成28年）   | 2022年7月2日 （令和4年）    | 大阪高等裁判所長官                                                                                                 | 第3次安倍内閣 (2改)      | |
| 山口厚       |      | 2017年2月6日 （平成29年）   | 2023年11月5日 （令和5年）   | 第一東京弁護士会所属弁護士、早稲田大学大学院法務研究科教授                                                         | 第3次安倍内閣 (2改)      | 刑法学者。弁護士枠として任命されたが、日本弁護士連合会の推薦を受けておらず、事実上の法学者枠と言われることもある。                                                                      |
| 戸倉三郎     |      | 2017年3月14日 （平成29年）  | 2024年8月11日 （令和6年）   | 東京高等裁判所長官                                                                                                 | 第3次安倍内閣 (2改)      | 第20代長官 2022年（令和4年）6月22日 - 2024年（令和6年）8月11日 |
| 林景一       |      | 2017年4月10日 （平成29年）  | 2021年2月7日 （令和3年）    | 英国駐箚特命全権大使                                                                                               | 第3次安倍内閣 (2改)      | |
| 宮崎裕子     |      | 2018年1月9日 （平成30年）   | 2021年7月8日 （令和3年）    | 第一東京弁護士会所属弁護士                                                                                         | 第4次安倍内閣            | 女性6人目の最高裁判所裁判官。旧姓を名乗り活動した初の最高裁判所裁判官（戸籍上の姓は竹内）。国民審査を一度も受けずに定年退官した初の最高裁判所裁判官。                                   |
| 深山卓也     |      | 2018年1月9日 （平成30年）   | 2024年9月1日 （令和6年）    | 東京高等裁判所長官                                                                                                 | 第4次安倍内閣            | |
| 草野耕一     |      | 2019年2月13日 （平成31年）  | 2025年3月21日 （令和7年）   | 第一東京弁護士会所属弁護士                                                                                         | 第4次安倍内閣 (1改)      | |
| 宇賀克也     |      | 2019年3月20日 （平成31年）  | 2025年7月20日 （令和7年）   | 東京大学大学院教授                                                                                                 | 第4次安倍内閣 (1改)      | 行政法学者 |
| 長嶺安政     |      | 2021年2月8日 （令和3年）    | 2024年4月15日 （令和6年）   | 英国駐箚特命全権大使                                                                                               | 菅義偉内閣               | |

## 学部出身校
2025年7月現在、前身校含む。
最高裁判事経験者数:190名うち長官21名
- 東京大学 - 125名うち長官16名（田中耕太郎、伊藤正己、大谷直人ほか）
- 京都大学 - 30名うち長官4名（三淵忠彦、大隅健一郎、園部逸夫ほか）
- 中央大学 - 14名（谷村唯一郎、奥野久之、横田尤孝ほか）
- 東北大学 - 5名（坂本吉勝、大堀誠一、池上政幸、菅野博之、渡邉惠理子）
- 一橋大学 - 3名うち長官1名（松本正雄、山浦善樹、戸倉三郎）
- 法政大学 - 3名（小谷勝重、遠藤光男、高須順一）
- 九州大学 - 2名（谷口正孝、桜井龍子）
- 名古屋大学 - 2名（北川弘治、宮川光治）
- 日本大学 - 2名（河村大助、城戸芳彦）
- 早稲田大学 - 2名（高木常七、岡村和美）
- 金沢大学 - 1名（中川了滋）
- 慶應義塾大学 - 1名（岡部喜代子）
- 国際基督教大学 - 1名（横尾和子）
- 明治大学 - 1名（長谷川太一郎）
- 立教大学 - 1名（木澤克之）

(同数の場合は五十音順)

## 記録等
- 在任期間最長裁判官 - 入江俊郎・6,707日間（約18年4か月）
- 在任期間最短裁判官 - 庄野理一・330日間（約11か月）
- 任命時最年長裁判官 - 三淵忠彦・67歳5か月
- 任命時最年少裁判官 - 入江俊郎・51歳7か月
- 退官時最年少裁判官 - 庄野理一・59歳6か月
- 任命裁判官人数が最多の内閣 - 安倍内閣・22人
- 最長欠員期間 - 244日間（約8か月）